# Dainis Ozols
Dainis Ozols (Smiltene, 9 novembre 1966) è un ex ciclista su strada lettone. Tra i dilettanti fu medaglia di bronzo nella prova in linea ai Giochi olimpici 1992 a Barcellona; fu poi professionista tra il 1994 e il 2000.

## Palmarès
- 1989 (Dilettanti)

5ª tappa Giro delle Regioni (Ravenna > Terranuova Bracciolini)
Classifica generale FBD Milk Rás
- 1992 (Dilettanti)

Classifica generale Regio-Tour
- 1993 (Dilettanti)

4ª tappa Circuit Franco-Belge
2ª tappa Grand Prix Tell
- 1994

3ª tappa Grand Prix François Faber (Vianden > Vianden)
5ª tappa Circuit Franco-Belge
7ª tappa Circuit Franco-Belge
Classifica generale Circuit Franco-Belge
- 1996

7ª tappa Corsa della Pace (Choceň > Zlaté Návrší)
- 1997

Campionati lettoni, Prova a cronometro
9ª tappa Rheinland-Pfalz Rundfahrt (Kirn > Coblenza)
Classifica generale Rheinland-Pfalz Rundfahrt
2ª tappa Małopolski Wyścig Górski
4ª tappa Małopolski Wyścig Górski
Classifica generale Małopolski Wyścig Górski
- 1998

Campionati lettoni, Prova a cronometro
- 1999

6ª tappa Saaremaa Velotuur (cronometro)
Campionati lettoni, Prova a cronometro
- 2000

9ª tappa Corsa della Pace (Most > Karlovy Vary)

## Piazzamenti

### Grandi Giri
- Vuelta a España

1995: 50º

### Classiche monumento
- Liegi-Bastogne-Liegi

1995: 63º

### Competizioni mondiali
- Campionati del mondo

San Sebastián 1997 - Cronometro Elite: 26º
San Sebastián 1997 - In linea Elite: 64º
Valkenburg 1998 - Cronometro Elite: 29º
Valkenburg 1998 - In linea Elite: ritirato
- Giochi olimpici

Barcellona 1992 - In linea: 3º
Atlanta 1996 - In linea: 92º
Sydney 2000 - In linea: ritirato
Sydney 2000 - Cronometro: 21º